# Joseph Merk
Joseph Merk (Viena, 15 de marzo de 1795 - Döbling, 16 de junio de 1852) fue un chelista y compositor austriaco.
Nació en Viena. Al principio aprendió a tocar el violín, pero debido a una mordedura severa de un perro, su brazo izquierdo quedó lastimado. Entonces tomó clases de chelo con Philippe Schindlocker. HIzo rápidos progresos de modo que al cabo de un año ya tocaba en un cuarteto privado.
Luego realizó una gira por Austria, y en 1816 fue nombrado primer chelo de la Ópera Estatal de Viena. Tres años después ingresó en la Imperial Kapelle, y en 1821 fue profesor de chelo en el Conservario de Viena hasta 1848. Pronto destacó como virtuoso de este instrumento. Hizo giras por Praga, Dresde, Leipzig, Brunswick, Hanóver, Hamburgo y Londres, adquiriendo un gran prestigio. Murió en Viena.

## Obras
- Concierto para chelo.
- Concertino para chelo.
- Adagio y Rondo, Rondo, Cuatro libros de Variaciones para chelo.
- Adagio et rondeau para orquesta op. 10.
- 20 estudios para violonchelo op. 11.
- 6 estudios para violonchelo op. 20.